# Drew Crawford
Andrew Eugene "Drew" Crawford (Naperville, Illinois, 18 de octubre de 1990) es un baloncestista estadounidense que pertenece a la plantilla del Hapoel Holon B.C. de la Ligat ha'Al israelí. Con 1,96 metros de estatura, juega en la posición de escolta.

## Trayectoria deportiva

### Universidad
Jugó cinco temporadas con los Wildcats de la Universidad Northwestern, en las que promedió 13.4 puntos, 5,0 rebotes y 2,0 asistencias por partido. El motivo de esa quinta temporada fue que en diciembre de 2014 se lesionó de gravedad en el labrum glenoideo del hombro derecho, disputando tan solo 10 partidos esa temporada. En su primera temporada fue elegido Freshman del Año por la prensa e incluido en el mejor quinteto de novatos de la Big Ten Conference, mientras que en 2012 y 2014 apareció en el tercer mejor quinteto de la conferencia.

### Profesional
Tras no ser elegido en el Draft de la NBA de 2014, fue invitado por los New Orleans Pelicans para participar en las Ligas de Verano de la NBA. Jugó cinco partidos, promediando 2,0 puntos y 1,8 rebotes. El 29 de septiembre firmó contrato con Orlando Magic para disputar la pretemporada, pero fue despedido un mes más tarde, antes del inicio de la liga. Pocos días después fue adquirido por los Erie BayHawks de la NBA D-League como jugador afiliado de los Magic. Allí jugó una temporada como titular, promediando 16,0 puntos y 6,1 rebotes por encuentro.
En agosto de 2015 firmó contrato con el Bnei Herzliya de la Ligat ha'Al israelí, donde jugó una temporada en la que promedió 15,8 puntos y 5,3 rebotes por partido.
En julio de 2016 volvió a intentar hacerse un hueco en la NBA, disputando las ligas de verano y la pretemporada con los Toronto Raptors, pero fue cortado antes del inicio de la competición tras disputar siete partidos de preparación, tras promediar 5,7 puntos y 2,0 rebotes por partido. El 28 de noviembre fichó por el MHP Riesen Ludwigsburg de la Basketball Bundesliga alemana.
El 13 de julio de 2021, firma con el Morabanc Andorra de la Liga Endesa.
El 29 de agosto de 2022 fichó por el Dolomiti Energia Trento de la Lega Basket Serie A.
El 13 de agosto de 2023 firmó contrato con el Hapoel Holon B.C. de la Ligat ha'Al israelí.